# Цариградска улица
| Цариградска улица | Цариградска улица       |
| ----------------- | ----------------------- |
|                   |                         |
| Општина           | Стари Град              |
| Почетак           | Булевар деспота Стефана |
| Крај              | Војводе Добрњца         |
| Дужина            | 330 m                   |
| Ширина            | 15 m                    |
| Створена          | 19. век                 |
| Названа           | 1905, 19997             |
| Стари називи      | Ђуре Стругара           |
|                   |                         |
|                   |                         |
| Цариградска улица |                         |

Цариградска улица налази се на Општини Стари град Београда, и протеже се од Гундулићевог венца до Улице војводе Добрњца.

## Име улице
Улица је названа у 19. веку по Цариграду (данас Истанбул). 
Мењала је назив једном и звала се Ђуре Стругара од 1946. до 1997. године, по народном хероју Југославије. Према катастру из 1940. године почињала је од Гундулићевог венца и пружала се све до Војводе Добрњца.

### Цариград
Цариград је до 1930. године био Константинопољ. Данас је то Истанбул. Он је највећи град и морска лука у Турској. Географски је смештен на обали Босфора и залива Златан рог, на прелазу између два конинента Европе и Азије. Налази се између Црног, Мраморног и Средоземног мора.

### Ђуро Стругар
Ђуро Стругар рођен је 1912. године у селу Метеризи, код Цетиња. Био је адвокатски приправник, учесник Народноослободилачке борбе и народни херој Југославије. Правни факултет у Београду уписао је 1932. године. Одмах по доласку на факултет укључио се у револуционарни студентски покрет, а 1933. године је постао члан Комунистиче партије Југославије (КПЈ).

## Суседне улице
- Улица кнез Милетина
- Дринчићева
- Војводе Добрњца
- Гундулићев венац
- Булевар деспота Стефана
- Венизелосова

## Занимљивости
- Уредништво часописа Учитељ из 1891. године било је у Цариградској 6.[5]
- Постоје подаци о нивелисању улица у Београдским општинским новинама из 1887. године.[6]
- За Цариградску 42, спратност зграде је одређена на 3 спрата.[7]

## Галерија
- Натпис улице
- Цариградска улица
- Цариградска улица
- Цариградска улица
- Цариградска улица, поглед ка Булевару деспота Стефана и Споменику деспота Стефана